# Fluffer
Fluffer er en medarbejder på produktionen af pornofilm, som sørger for de mandlige pornoskuespilleres erektion, så de er klar til de enkelte scener. Ofte sker det ved oralsex.
I nutidens indspilning af pornofilm, er det ofte ikke nødvendigt, da der ikke er så mange og lange ventetider, som dengang, man benyttede celluloidfilm til indspilning mod nutidens digitale videokameraer.
I et afsnit af TV3's erotiske dokumentarserie SexOrama medvirker Helle Andersen som fluffer.